# Kisurra
Kisurra – w II tys. p.n.e. miasto w centralnej Babilonii; obecnie stanowisko archeologiczne Abu Hatab w Iraku.